# Agaricus amanitaeformis
Agaricus amanitaeformis är en svampart som tillhör divisionen basidiesvampar, och som beskrevs av Solomon Pavlovich Wasser. Agaricus amanitaeformis ingår i släktet champinjoner, och familjen Agaricaceae. Arten är reproducerande i Sverige.